# بروس سميث (شاعر)
بروس سميث (بالإنجليزية: Bruce Smith)‏ هو شاعر أمريكي، ولد في 14 ديسمبر 1946 في فيلادلفيا في الولايات المتحدة.